# Стрижаківська сільська рада
| Стрижаківська сільська рада — колишній орган місцевого самоврядування у Оратівському районі Вінницької області з адміністративним центром у с. Стрижаків. Сільській раді були підпорядковані населені пункти: - с. Стрижаків - с. Синарна |

## Склад ради
Рада складалась з 12 депутатів та голови.

## Керівний склад сільської ради
| ПІБ                           | Основні відомості                                                    | Дата обрання | Дата звільнення |
| ----------------------------- | -------------------------------------------------------------------- | ------------ | --------------- |
| Сігнаєвська Лариса Миколаївна | Сільський голова, 1965 року народження, освіта, член народної партії | 26.03.2006   | 31.10.2010      |
| Сігнаєвська Лариса Миколаївна | Сільський голова, 1965 року народження, освіта вища, позапартійна    | 31.10.2010   |                 |

Примітка: таблиця складена за даними джерела